# La Voz Colombia
La Voz Colombia é um talent show colombiano que estreou no dia 1 de outubro de 2012. O programa é baseado no formato original holandês The Voice of Holland, criado pelo produtor televisivo John de Mol.